# Léopold Gernaey
Léopold Gernaey (ur. 25 lutego 1927 w Gistel, zm. 1 sierpnia 2005) – belgijski piłkarz grający na pozycji bramkarza. W swojej karierze rozegrał 17 meczów w reprezentacji Belgii.

## Kariera klubowa
W swojej karierze piłkarskiej Gernaey grał w klubach EG Gistel, AS Oostende i Beerschot VAC.

## Kariera reprezentacyjna
W reprezentacji Belgii Gernaey zadebiutował 8 października 1953 roku w wygranym 2:0 meczu eliminacji do MŚ 1954 ze Szwecją, rozegranym w Brukseli. W 1954 roku był w kadrze na mistrzostwa świata w Szwajcarii. Rozegrał na nich dwa mecze: z Anglią (4:4) i z Włochami (1:4). Od 1953 do 1957 roku rozegrał w kadrze narodowej 17 meczów.
| Mecze i gole w reprezentacji | Mecze i gole w reprezentacji | Mecze i gole w reprezentacji | Mecze i gole w reprezentacji | Mecze i gole w reprezentacji | Mecze i gole w reprezentacji | Mecze i gole w reprezentacji |
| #                            | Data                         | Stadion                      | Rywal                        | Wynik                        | Gol                          | Rozgrywki                    |
| 1953                         | 1953                         | 1953                         | 1953                         | 1953                         | 1953                         | 1953                         |
| ---------------------------- | ---------------------------- | ---------------------------- | ---------------------------- | ---------------------------- | ---------------------------- | ---------------------------- |
| 1.                           | 08.10.1953                   | Bruksela, Belgia             | Szwecja                      | 2:0                          | 0                            | el. MŚ 1954                  |
| 2.                           | 25.10.1953                   | Rotterdam, Holandia          | Holandia                     | 0:1                          | 0                            | towarzyski                   |
| 3.                           | 22.11.1953                   | Zurych, Szwajcaria           | Szwajcaria                   | 2:2                          | 0                            | towarzyski                   |
| 1954                         |                              |                              |                              |                              |                              |                              |
| 4.                           | 14.03.1954                   | Bruksela, Belgia             | Portugalia                   | 0:0                          | 0                            | towarzyski                   |
| 5.                           | 04.04.1954                   | Antwerpia, Belgia            | Holandia                     | 4:0                          | 0                            | towarzyski                   |
| 6.                           | 09.05.1954                   | Zagrzeb, Jugosławia          | Jugosławia                   | 2:0                          | 0                            | towarzyski                   |
| 7.                           | 30.05.1954                   | Bruksela, Belgia             | Francja                      | 3:3                          | 0                            | towarzyski                   |
| 8.                           | 17.06.1954                   | Bazylea, Szwajcaria          | Anglia                       | 4:4                          | 0                            | MŚ 1954                      |
| 9.                           | 20.06.1954                   | Lugano, Szwajcaria           | Włochy                       | 1:4                          | 0                            | MŚ 1954                      |
| 10.                          | 26.09.1954                   | Bruksela, Belgia             | RFN                          | 2:0                          | 0                            | towarzyski                   |
| 1955                         |                              |                              |                              |                              |                              |                              |
| 11.                          | 25.09.1955                   | Praga, Czechosłowacja        | Czechosłowacja               | 2:5                          | 0                            | towarzyski                   |
| 12.                          | 28.09.1955                   | Bukareszt, Rumunia           | Rumunia                      | 0:1                          | 0                            | towarzyski                   |
| 13.                          | 16.10.1955                   | Rotterdam, Holandia          | Holandia                     | 2:2                          | 0                            | towarzyski                   |
| 1956                         |                              |                              |                              |                              |                              |                              |
| 14.                          | 08.04.1956                   | Antwerpia, Belgia            | Holandia                     | 0:1                          | 0                            | towarzyski                   |
| 15.                          | 03.06.1956                   | Bruksela, Belgia             | Węgry                        | 5:4                          | 0                            | towarzyski                   |
| 16.                          | 14.10.1956                   | Antwerpia, Belgia            | Holandia                     | 2:3                          | 0                            | towarzyski                   |
| 1957                         |                              |                              |                              |                              |                              |                              |
| 17.                          | 05.06.1957                   | Bruksela, Belgia             | Islandia                     | 8:3                          | 0                            | el. MŚ 1958                  |